# Erizada
Erizada is een geslacht van vlinders van de familie visstaartjes (Nolidae), uit de onderfamilie Chloephorinae.

## Soorten
- E. rufa Hampson, 1905
- E. semifervens Walker, 1864
- E. subrubra Pagenstecher, 1900